# Унікурсальна крива

Декартів лист

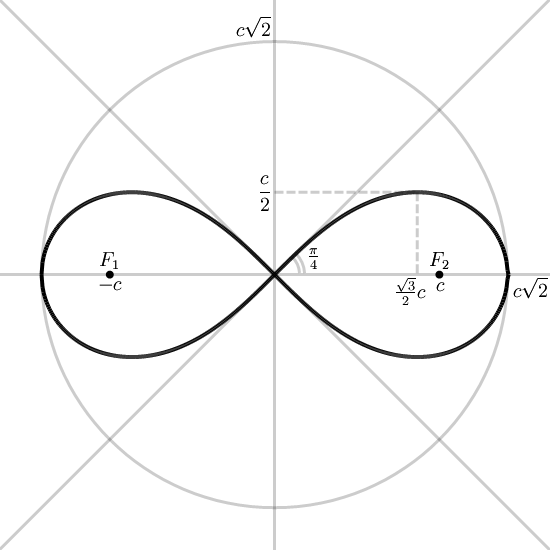
Лемніската Бернуллі

Унікурсальна крива — крива на площині, яку можна задати параметричним рівнянням:
{\displaystyle \left\{{\begin{matrix}~x=F(t);\\~y=G(t),\end{matrix}}\right.}
де {\displaystyle F(t)} і {\displaystyle G(t)} — раціональні функції параметра {\displaystyle t}.

## Основні властивості
Унікурсальні криві відіграють важливу роль у теорії інтегралів алгебричних функцій. Інтеграл виду
{\displaystyle \int \limits {R(x,\;y)}\,dx,}
де {\displaystyle R(x,\;y)} є раціональна функція двох змінних, а {\displaystyle y} — функція від {\displaystyle x}, що визначається рівнянням {\displaystyle P(x,\;y)=0}, яке задає унікурсальну криву, зводиться до інтегралу від раціональної функції і виражається в елементарних функціях.

## Приклади
Прикладами унікурсальних кривих є будь-які алгебричні криві другого порядку і деякі криві вищих порядків, наприклад декартів лист (крива третього порядку).